# La loba (obra de teatro)
La loba (The Little Foxes en su título original) es una obra de teatro de la dramaturga estadounidense Lillian Hellman, estrenada en 1939. Según algunas fuentes, la trama está inspirada en circunstancias acaecidas en la propia familia de la autora.

## Argumento
Ambientada en la Alabama de 1900, la acción se centra en el personaje de Regina Giddens Hubbard, una ambiciosa mujer del Sur de Estados Unidos, que lucha por su libertad dentro de los estrechos márgenes de la puritana y machista sociedad de principios del siglo XX, en la que un padre considera como herederos legales sólo a sus hijos varones. En consecuencia, sus mezquinos hermanos Benjamin y Óscar disponen de una considerable fortuna, mientras que ella depende para subsistir de Horace, su marido enfermo y paralítico.
Óscar se ha casado con Birdie, una alcohólica, únicamente para adquirir las plantaciones de algodón de su familia, y pretende asociarse con su hermano, Benjamin, para construir una fábrica de algodón. Se acercan a su hermana para pedirle la cantidad adicional de 75.000 dólares que les faltan para completar la inversión del proyecto. A modo de estrategia para alcanzar su objetivo, Óscar sugiere que se concierte el matrimonio entre su hijo Leo y Alexandra, la hija de Regina -primos hermanos- como un medio de obtener dinero de Horace, pero Horace y Alexandra quedan horrorizados ante la propuesta. Regina pide directamente el dinero a Horace, pero él se niega, por lo que Leo, que es cajero de banco, es presionado para que robe las acciones del ferrocarril que su tío Horace tiene depositadas en la caja fuerte del banco.
Cuando Horace descubre la trama, le dice a Regina que va a cambiar su testamento en favor de su hija, y también testificará que le cedió a Leo las acciones a modo de préstamo, con lo que Regina queda completamente fuera del negocio. 
Cuando sufre un ataque al corazón durante esta discusión, ella no hace ningún esfuerzo para ayudarle. Él muere en cuestión de horas, sin que nadie sepa su plan y antes de cambiar su testamento. Esto deja a Regina libre para chantajear a sus hermanos con la amenaza de denunciar el robo de Leo a menos que le cedan la propiedad del 75 % en la fábrica de algodón. 
El precio que Regina paga finalmente por sus malas acciones es la pérdida del amor y el respeto de su hija Alexandra. Después de haber dejado morir a su marido, alejada de sus hermanos y abandonada por su única hija, Regina es ahora rica, pero se queda totalmente sola.

## Representaciones destacadas
La obra se representó por primera vez en el Nederlander Theatre, de Broadway el 15 de marzo de 1939 y estuvo interpretada por Tallulah Bankhead (Regina Giddens), Frank Conroy (Horace Giddens), Dan Duryea (Leo Hubbard), Patricia Collinge (Birdie Hubbard), Florence Williams (Alexandra Giddens), Carl Benton Reid (Oscar Hubbard) y Charles Dingle (Benjamin Hubbard).
Con posterioridad, se ha representado en diversas ocasiones, pudiendo mencionarse las siguientes:
- Théâtre de la Ville, París, 1962.
  - Dirección: Pierre Mondy.
  - Intérpretes: Simone Signoret, Marcel Bozzuffi, Jean Richard, Josée Steiner, Claude Berri, Raymond Pellegrin, Suzanne Flon.

- Vivian Beaumont Theatre, Broadway, Nueva York, 1967.
  - Dirección: Mike Nichols.
  - Intérpretes: Anne Bancroft (Regina Giddens), Richard A. Dysart (Horace Giddens), Austin Pendleton (Leo Hubbard), Margaret Leighton (Birdie Hubbard), Maria Tucci (Alexandra Giddens), E. G. Marshall (Oscar Hubbard) y George C. Scott (Benjamin Hubbard).

- Martin Beck Theatre, Broadway, Nueva York, 1981.
  - Dirección: Austin Pendleton.
  - Intérpretes: Elizabeth Taylor (Regina Giddens), Tom Aldredge (Horace Giddens), Austin Pendleton (Leo Hubbard), Maureen Stapleton (Birdie Hubbard), Ann Talman (Alexandra Giddens), Joe Ponazecki (Oscar Hubbard) y Anthony Zerbe (Benjamin Hubbard).

- Vivian Beaumont Theatre, Broadway, Nueva York, 1997.
  - Dirección: Jack O'Brien.
  - Intérpretes: Stockard Channing (Regina Giddens), Kenneth Welsh (Horace Giddens), Frederick Weller (Leo Hubbard), Frances Conroy (Birdie Hubbard), Jennifer Dundas (Alexandra Giddens), Brian Kerwin (Oscar Hubbard) y Brian Murray (Benjamin Hubbard).

- Manhattan Theatre Club, Broadway, Nueva York, 2017.
  - Dirección: Jack O'Brien.
  - Intérpretes: Laura Linney (Regina Giddens), Richard Thomas (Horace Giddens), Michael Benz (Leo Hubbard), Cynthia Nixon  (Birdie Hubbard), Francesca Carpanini  (Alexandra Giddens), Darren Goldstein (Oscar Hubbard) y Michael McKean (Benjamin Hubbard).

## La obra en España
The Little Foxes se estrenó en el Teatro María Guerrero de Madrid el 14 de mayo de 1957, en adaptación de José López Rubio y bajo el título de Como buenos hermanos. Fue dirigida por Claudio de la Torre y los decorados corrieron a cargo de Emilio Burgos. El elenco lo formaron Elvira Noriega, en el papel protagonista, Victoria Rodríguez, Pepita Velázquez, María Luisa Moneró, Ángel Picazo, Teófilo Calle y Javier Loyola.
Hubieron de transcurrir 26 años para que la obra se volviese a representar en los escenarios españoles. Concretamente en el Teatro Marquina de Madrid, ya con el título de La loba, en traducción de Julio Kauffman. El montaje fue dirigido por Alberto González Vergel e interpretado por Marisa de Leza (Regina), Luis Prendes, Ángel de Andrés, Julia Martínez, Lourdes García, Eduardo MacGregor y Luisa María Armenteros.
Hasta la fecha, Gerardo Vera ha sido el último en dirigir la pieza, en el 2012, en una versión con traducción de Ernesto Caballero, y que interpretaron Nuria Espert (Regina), Víctor Valverde (Horace Hiddens), Hector Colomé (Benjamin Hubbard), Carmen Conesa (Alexandra Hiddens), Ricardo Joven (Oscar Hubbard), Francisco Lahoz (William Marshall), Markos Marín (Leo Hubbard) y Jeannine Mestre (Birdie Hubbard).
También se rodó una adaptación para televisión emitida por el espacio de TVE Primera fila el 20 de mayo de 1964, realizada por Pedro Amalio López e interpretada por Mercedes Prendes, Ismael Merlo, José Bódalo, Fernando Rey, Carmen Bernardos, José María Caffarel y Josefina Serratosa.

## Adaptación cinematográfica
En 1941 William Wyler dirigió una versión cinematográfica, protagonizada por Bette Davis.